# Залізниця Сараєво — Плоче
Залізниця Сараєво — Плоче — залізнична лінія в Боснії і Герцеговині та Хорватії. Електрифікована одноколійна лінія є частиною Пан'європейського транспортного коридору 5c, що йде від Плоче через Сараєво і Осієк в Будапешт.
Траса має довжину 194,6 км і 27 залізничних станцій (за станом на 1975 рік), 71 міст загальною протяжністю 3,7 км і 106 тунелів загальною протяжністю 36,6 км. З них 46 тунелів і 21 міст розташовані на ділянці між Брадіною і Коніцем. Найдовший тунель лінії має довжину 3,23 км. Найбільший ухил в 25 проміле розташований на ділянці Брабіна-Коніц. На значній ділянці лінія йде уздовж долини річки Неретва.
Максимально допустима швидкість на ділянці в Боснії і Герцеговині становить 70 км/год для пасажирських і 50 км/год для вантажних поїздів. На хорватській ділянці максимальна швидкість становить 100 км/год. Залізнична лінія відноситься до класу D4.

## Історія

Вартість будівництва окремих ділянок траси Сараєво-Плоче.

Розвиток вантажних і пасажирських перевезень в 1968—1988 роках на станції Плоче (чорний) і в порту Плоче (червоний).

Профіль залізничної лінії. Максимальна швидкість і ухил.

Попередницею нинішньої лінії зі стандартною колією була побудована в 1891 році вузькоколійна залізниця. Оскільки її пропускна здатність була недостатньою для задоволення транспортних потреб соціалістичної Югославії, в 1963 році почалася перебудова лінії під стандартну колію, при цьому на багатьох ділянках траса була прокладена по-новому. Через будівництво ГЕС на річці Неретва, кілька ділянок старої траси виявилися затопленими. 26 і 27 листопада 1966 року залізнична лінія була урочисто відкрита. На той момент будівельні роботи були ще не повністю завершені, включаючи залізничні платформи, обладнання для забезпечення безпеки і заплановану товарну станцію в Мостарі. За даними нинішнього оператора залізничної лінії ŽFBH, вона була введена в експлуатацію 1 жовтня 1968 року. У 1969 році була введена в експлуатацію електрифікація лінії (змінний струм 25 кВ 50 Гц).
Після завершення будівництва залізничної лінії Сараєво-Плоче зі стандартною колією, річний обсяг вантажоперевезень з 1968 по 1988 рік через порт і вокзал Плоче виріс більш ніж в чотири рази — з 956 000 т до 4 325 000 т. Пасажиропотік на станції Плоче за той же період скоротився з 436 000 чоловік в 1968 році до 167 000 чоловік в 1988 році. У вантажоперевезеннях тоді переважали сипучі матеріали, переважно вугілля з СРСР, що транспортувалося на промислові об'єкти, зокрема в місто Зениця, а також зерно із США для харчової промисловості міста Меткович. Крім того, по цій залізничній лінії з порту Плоче перевозилися нафтові продукти для концерну Energopetrol в Сараєво, а також різні товари транзитом в Угорщину, зокрема соя. У зворотному напрямку перевозилися переважно металургійні вироби та пиломатеріали на експорт в порт Плоче. Імпорт товарів через порт Плоче і їх подальше перевезення по залізниці з моменту будівництва лінії зі стандартною колією завжди був значно вище експорту та транзитних перевезень. У попередні роки, коли порти Плоче і Меткович з'єднувалися з залізничною мережею тільки вузькоколійними лініями, експорт навпаки значно перевищував імпорт, хоча в цілому був на значно нижчому рівні.
Зі здобуттям незалежності Хорватії в 1991 році хорватська ділянка лінії була передана новоствореній залізничній компанії Хорватські залізниці (Hrvatske željeznice) (HŽ), а ділянка лінії в Боснії і Герцеговині відійшла пізніше до Залізниць Федерації Боснії та Герцеговини (Željeznice Federacije Bosne i Hercegovine) (ŽFBH). Під час Боснійської війни значні ділянки шляхів були пошкоджені, але після закінчення війни вони поступово відновлювалися.